# Fédération royale marocaine de pétanque
La Fédération Royale Marocaine de Pétanque est la fédération de tutelle de l'équipe nationale du Maroc et des championnats marocains de pétanque

## Histoire
Fondée en 1956, et présidée par Khalid El Mansouri,, elle est affiliée à la Fédération Internationale de Pétanque et Jeu Provençal (FIPJP).